# هیاولا
هیاولا (به لاتین: Hiyawela) یک منطقهٔ مسکونی در سری‌لانکا است که در استان مرکزی (سری‌لانکا) واقع شده‌است.